# ザビーネ・ハス
ザビーネ・ハス（Sabine Hass, 1949年4月8日 - 1999年2月17日）は、ドイツのソプラノ歌手。
ブラウンシュヴァイクの生まれ。5歳の時に室内楽奏者だった父からヴァイオリンの手ほどきを受けるも、声楽の道に進み、16歳からベルリンでカールハインツ・ローマンに師事した。その後ミュンヘンのリヒャルト・シュトラウス音楽院でエスター・ミュールバウアーの薫陶を受け、1970年にシュトゥットガルトでデビューを飾った。1977年までヴュルテンベルク州立歌劇場で活躍した後、1978年からウィーン国立歌劇場に移籍した。その後はバイエルン、ハンブルクやケルンなどドイツ各地の歌劇場に客演し、1991年にバイロイト音楽祭に出演した。
クラーゲンフルトにて没。

## 註
1. ↑  bayreuther-festspiele.de